# Adserver
Az adserver (hirdetéskiszolgáló) egy olyan szoftver, amelynek segítségével az online hirdetési kampányokat menedzselni és mérni lehet. Az ehhez kapcsolódó szolgáltatást adservingnek nevezzük, melyet mind a tartalomszolgáltatók (weboldalak), mind a hirdetők használnak.
A rendszer legfontosabb feladata a reklámok megjelenítése, kampányok kezelése, és az ehhez kapcsolódó statisztikák generálása.

## Általános adserver funkciók
- Hirdetési kreatívok kezelése ( tárolás, kiszolgálás)
- Kampány menedzsment, adminisztráció
- Célzott hirdetés felhasználók illetve tartalom alapján
- A kampánnyal kapcsolatos mérések és jelentések készítése
- A tartalomszolgáltatók, hirdetők, ügynökségek különböző igényeihez kialakított kezelőfelületek

## Működés
A hirdetéskiszolgáló egy számítógépes szerver, webszerver, mely tárolja az online marketing során használt hirdetéseket és megjeleníti azokat a weboldalak látogatóinak. Mikor a felhasználó megnyit egy adservert használó weboldalt, akkor az oldal tartalmi része a honlap szerveréről, míg a reklámok az adserver szerveréről töltődnek le.
A rendszert egy online adminisztrációs kezelőfelületen keresztül lehet használni. A tartalomszolgáltatók az itt generált kódot beilleszthetik a weboldalnak annak a részére, ahol később a reklámot akarják megjeleníteni. Ezeket nevezzük hirdetési zónáknak (placement).
Az ügynökségek ugyanezen felületen keresztül kezelik kampányaikat, kezdve azzal, hogy feltöltik kreatívjaikat (banner, kép, layer, szöveg), elhelyezik őket a különböző oldalakon és igényeik szerint alakítják megjelenési feltételeiket (célozzák, targetálják őket).
Az adserver  folyamatosan regisztrálja, hogy hányszor jelent meg a hirdetés, hány ember látta, hányan kattintottak rá. Ezekből aztán statisztikát készít a rendszer. A tartalomszolgáltatók a náluk megjelent hirdetésekről, míg a hirdetők kampányaikról kaphatnak információkat, akár zónára lebontva.
Az adserver a hirdetésekre történő kattintásokat is méri. Ehhez egy mérőkódot kell tenni a landing URL elé. Kattintáskor lefut a mérőkód és átirányítja a felhasználót a landing URL-re. 2018 októberétől ez a folyamat annyiban változik, hogy a Google a mérést párhuzamosan fogja végezni. Tehát hirdetésre kattintáskor a felhasználó rögtön a landing URL-re jut, míg az adszerver mérőkódja a háttérben fut le.

## Célzási lehetőségek
Az online reklámok targetálása az alábbi területekre osztható:
- attitudinális (érdeklődés, értékek)
- viselkedés alapú (böngészési és keresési előzmények)
- kikövetkeztetett érdeklődés (pl. érdeklődik az autók iránt)
- megjósolt válasz (pl. hajlamos autóhirdetésekre kattintani)
- impulzus (pl. autós aktivitás az elmúlt fél órában)
- kontextuális (site-szintű, rovat-szintű, tartalom-szintű: kulcsszó, címke)
- napszak szerinti
- demográfiai (kor, nem, tartózkodási hely, jövedelem stb.)
- run-of-network (targetálás nélküli network megjelenések)
- újratargetálás (hirdetés sorozat vagy egy felhasználó ismételt site-látogatása esetén)
- technológiai (számítógép típus)

## Hirdetéskiszolgálás tartalomszolgáltatói szempontból
Egy adserver segítségével a honlap tulajdonosnak lehetősége van, hogy oldalán dinamikusan változzanak a hirdetések és ne ugyanaz az oldalba ágyazott reklám jelenjen meg mindenkinek. Emellett független adserver szolgáltatást használva a hirdetéskiszolgáló által mért adatokra lehet alapozni az elszámolást. Emiatt a hirdetők és ügynökségek többsége csak olyan oldallal szerződik, mely rendelkezik ilyen rendszerrel.

## Adserverek Magyarországon
Az adservereket két fő csoportba oszthatjuk. Az elsőbe tartoznak a helyi hirdetéskiszolgálók, a másikba pedig a harmadik féltől beszerzett vagy független rendszerek. Előbbiek vagy saját adservert fejlesztenek vagy "kézzel" illesztik be a hirdetéseket az oldalukra. Ezek általában csak az adott oldalt szolgálják ki.
Utóbbiak egyszerre több hirdetőt és tartalomszolgáltatót is kiszolgálnak, összefogják és mérhetővé teszik a piaci szereplők tevékenységét.
A független adserverek közül a Magyarországon jelenlévő legnagyobbak a következők:
- Adverticum AdServer
- Gemius AdOcean
- Google Campaign Manager 360
- Smart AdServer
- OpenX
- Google Admanager
- NetAd.hu Adserver